# كارلوس جيراردو رودريغيز
كارلوس جيراردو رودريغيز (بالإسبانية: Carlos Gerardo Rodríguez) (16 أبريل 1985 بكولياكان في المكسيك - ) هو لاعب كرة قدم مكسيكي في مركز الدفاع. شارك مع منتخب المكسيك تحت 23 سنة لكرة القدم ومنتخب المكسيك لكرة القدم. أما مع النوادي، فقد لعب مع نادي باتشوكا ونادي تولوكا ونادي غوادالاخارا.

## وصلات خارجية
- كارلوس جيراردو رودريغيز على موقع الاتحاد الدولي (مؤرشف)  (الإنجليزية)
- كارلوس جيراردو رودريغيز على موقع ناشيونال فوتبول تيمز (الإنجليزية)
- كارلوس جيراردو رودريغيز على موقع Soccerway.com (الإنجليزية)
- كارلوس جيراردو رودريغيز على موقع AS.com (الإسبانية)